# English Matters. Musical Tour
English Matters. Musical Tour – wydanie specjalne ogólnopolskiego dwumiesięcznika English Matters dla uczących się języka angielskiego wydawanego przez wydawnictwo Colorful Media. 
Wydanie w całości poświęcone muzyce brytyjskiej w formie relacji z podróży śladami znanych artystów. Pojawiające się przy każdym artykule postacie Kasi i Kuby prowadzą przez kolejne rejony Wielkiej Brytanii i opowiadają o związanych z nimi muzykach. Miejsca, do których przyporządkowani zostali artyści to:
- Liverpool,
- Manchester,
- Birmingham,
- Walia,
- Bristol,
- Brighton,
- Londyn,
- Sheffield,
- Newcastle,
- Szkocja,
- Irlandia.

Wykonawcy: The Beatles, The Rolling Stones, U2, Sting, Oasis, David Bowie, Enya, Annie Lennox, Adele, Amy Winehouse, Coldplay, Dire Straits, Depeche Mode, Queen, Tom Jones, Joe Cocker i inni. 
Artykuły zostały napisane w języku angielskim i mają przetłumaczone słownictwo na język polski. Wybrane artykuły zostały nagrane przez native speakerów i są do pobrania w formacie MP3 ze strony magazynu.
Pomysłodawcą i autorem wydania specjalnego "English Matters. Musical Tour" jest George Sandford, który w latach osiemdziesiątych zasłynął w Sheffield jako gitarzysta i muzyk sesyjny. Grał z artystami z takich zespołów jak Here and Now, Tom Robinson Band, Artery czy Babybird. Obecnie żyje i pisze w Warszawie.

## Płyta CD
Do magazynu dołączona została bezpłatna płyta "Polarized" zawierająca utwory anglojęzycznych native speakerów żyjących w Polsce. Jest to jedyny jak dotąd tego typu projekt w Polsce.
Wykonawcy:
- Alex Carlin & Atma Anur,
- Hobo Codes,
- New Guilty,
- Hayden Berry,
- See-Saw,
- Eluktrick,
- Dead Members,
- Alien Autopsy,
- Crodad 7 The Arguments,
- Wire/Cutter,
- The Awarians,
- Los Gasolineros,
- Vladimirska,
- Don't Ask Smingus,
- Space Bats,
- New Century Classics.

Wszystkie teksty piosenek zostały udostępnione na stronie płyty "Polarized" 

## Adres redakcji
Colorful Media, ul. Lednicka 23, 60-413 Poznań

## Pozostałe numery specjalne
- lipiec 2013 - English Matters. Sport
- marzec 2013 - English Matters. Guide to the Movies
- listopad 2012 - English Matters. Food and Drink Tour of Great Britain
- czerwiec 2012 - English Matters. Australia
- maj 2011 - English Matters. Wielka Brytania
- listopad 2010 - English Matters. Stany Zjednoczone

## Pozostałe czasopisma językowe Colorful Media
- Deutsch Aktuell,
- Business English Magazine,
- Français Présent,
- ¿Español? Sí, gracias,
- ОСТАНОВКА: РΟССИЯ!.